# مالك جاكسون (لاعب كرة قدم أمريكية)
مالك جاكسون (بالإنجليزية: Malik Jackson)‏ هو لاعب كرة قدم أمريكية أمريكي، ولد في 11 يناير 1990 في لوس أنجلوس في الولايات المتحدة.

## وصلات خارجية
- مالك جاكسون على موقع مرجع كرة القدم المحترفة.كوم (الإنجليزية)